# Razvanje
Razvanje so naselje v Mestni občini Maribor.
Prva pisna omemba kraja Razuuai (Razvanje) je zabeležena leta 985. Razvanje leži na jugovzhodnem delu občine Maribor, ob vznožju Pohorja. Po svoji legi, po kmetijskih zemljiščih, gozdovih, individualnih hišah z vrtovi še vedno daje podobo mirnega suburbanega naselja.
Razvanje, majhno primestno naselje oz. vasica z dolgo in bogato zgodovino, vpeta med predalpski (Pohorje) in panonski svet (Dravsko polje), ki leži na jugovzhodnem delu občine Maribor.
Bogata arheološka najdišča govore, da so se prvi ljudje tod naselili najbrž že ob koncu mlajše kamene dobe pred 4000 leti. Najdeni so bili ostanki kamnitega orodja (sekire, kopače, kladiva, dleta) in bronasti predmeti (sekire, sulične osti, meči).
Zaradi strateške lege so se nekatera plemena iz razvanjskega okoliša v 8. stoletju pr. n. št. naselila na pohorskem grebenu med Razvanjem in Radvanjem. Omenjeno območje, Poštelo, so utrdili v gradišče, na ravnici pod njo, pa so pričeli umrle pokopavati v glinastih žarah vse do opustošenja.
V 2. stoletju pr. n. št. so Poštelo ponovno naselili Kelti, ki so tudi prvo znano ljudstvo na tem območju, ki je ostalo vse do konca 1. stoletja n. št.
Poštela je danes 6 hektarjev veliko prazgodovinsko gradišče, ki ga obdaja kilometer dolg nasip. V gornjem delu je odkritih 14 kamnitih temeljev koč z enim ali dvema prostoroma ter ognjišči, ohranjen pa je tudi v skalna tla izkopan vodni zbiralnik.Leta 985 se konča arheološka preteklost kraja Razvanje, saj je 17. oktobra kralj Oton III. v Ettenstattu podpisal listino, s katero podeljuje zemljo in 15 kraljevskih kmetij v Razvanju podaniku Rahvinu; gre za prvi dokument, v katerem se pojavi ime RAZUUAI – Razvanje. Kot zanimivost lahko omenim, da smo 17. oktobra 1985 praznovali 1000-letnico našega kraja in si ta datum izbrali tudi za krajevni praznik.
V fevdalnem srednjem veku je Razvanje pripadalo različnim fevdalnim ali cerkvenim gospodom bližnjih dvorcev, samostanov ali župnišč.
Za 12. stol. je značilen nastanek dvora Razvanje (Rosswein), ki je bil sprva last šentpavelskega samostana, nato pa se je menjalo kar nekaj lastnikov, vse do leta 1416, ko je Katarina Fuchsberger prodala razvanjski dvor gospodom Ptujskim, ki so dvor priključili Hompošu. Danes ima dvor Razvanje status izginulega objekta.
Okrog leta 1120 so zgradili cerkev Sv. Mihaela v Razvanju, ki je še danes dragocen arhitekturni spomenik časa, saj je najstarejša ohranjena stavba v Podravju, ki je še v funkciji in služi svojemu prvotnemu namenu.razvanje4
Leta 1979 so v sklopu 1. kiparske kolonije v Razvanju nastale lesene kiparske skulpture, štiri leta kasneje pa še skulpture iz nerjaveče pločevine, ki so za dekoracijo razmeščene po kraju. Na domu krajanov je leta 1985 akademski slikar Slavko Kores ustvaril stensko dekoracijo – zgraffito, pred domom pa stoji granitni kamen v spomin na 1000-letnico kraja.
Nekoč idilična podpohorska kmetijska vasica, je danes sestavni del mesta, vendar po svoji legi, kmetijskih zemljiščih, gozdovih, individualnih hišah z vrtovi, še vedno daje podobo mirne podeželske vasi. Tukaj ni industrije in mestnega vrveža, ljudje so navezani na svoj kraj in z njim tudi živijo.V kraju je šola, vrtec, cerkev in zadostno število trgovin in delavnic z raznimi obrtmi ter le en industrijski obrat. Ob Domu krajanov - Gasilskem domu in Športnemu društvu so športna igrišča za rekreacijo in družabna srečanja krajanov.

V Razvanje redno vsak dan vozi linija mestnega potniškega prometa št. 2 (Betnavska / Kardeljeva). Linija ima ob odhodih v Razvanje dodatno oznako Razvanje.